# Jag är nu på väg till himlen (psalm)
Jag är nu på väg till himlen är en psalm med text och musik från 1906 av Herbert J. Lacey. Texten översattes till svenska 1922 av Otto Witt.

## Publicerad i
- Segertoner 1930 som nr 317.
- Segertoner 1988 som nr 644 under rubriken "Pilgrimsvandringen".[1]